# Lobo-marinho-australiano
Lobo-marinho-australiano, lobo-marinho-sul-africano ou lobo-marinho-do-cabo (Arctocephalus pusillus) é uma espécie de mamífero marinho, com adaptações que permitem sua sobrevivência tanto em terra, quanto no mar.

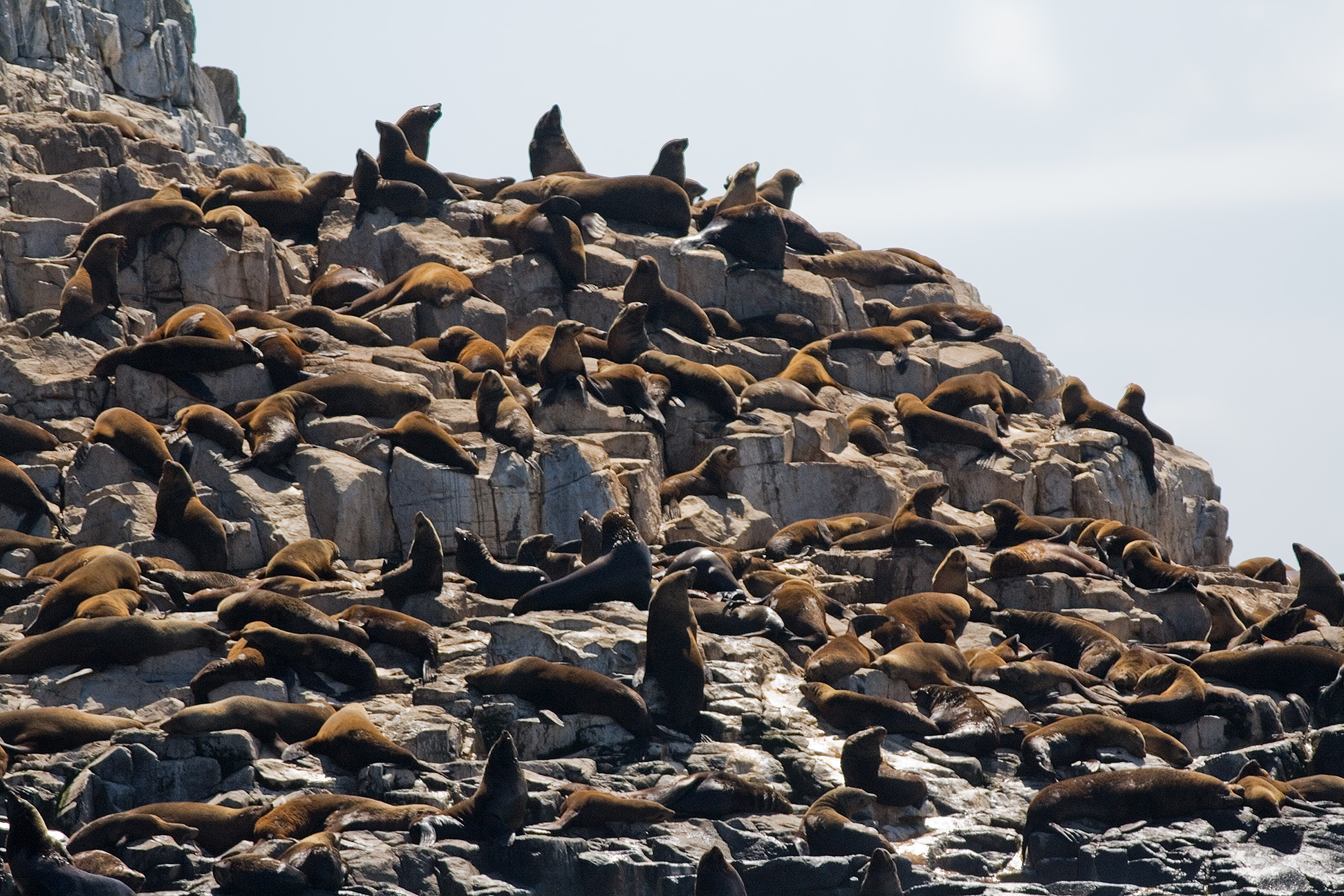
Aglomeração de espécimes de Lobo-marinho-australiano.

## Características físicas
Os membros da espécie tem como características principais a cabeça larga e focinho pontiagudo. Os machos possuem coloração variando de marrom a cinza escuro com uma pelagem também com tons escuros. Podem alcançar até 2,2 m de comprimento e pesar cerca de 200–360 kg. As fêmeas possuem coloração variando do cinza ao marrom escuro com o ventre e garganta protuberantes, podendo alcançar 1,7 m de comprimento e pesar cerca de 120 kg.